# A Daughter of Italy
A Daughter of Italy è un cortometraggio muto del 1911. Il nome del regista non viene riportato nei credit del film che, prodotto dalla Reliance Film Company, aveva come interpreti William Walthall, Gertrude Robinson, Mace Greenleaf.

## Trama
Rosa trova lavoro come bambinaia della piccola Dorothy. Ma quando il fratello della padrona si innamora di lei, la ragazza viene licenziata. Un corteggiatore deluso di Rosa, Repetto, coglie l'occasione di rapire la piccola Dorothy che sta cercando la sua tata e, volendo chiedere un riscatto, la porta a Little Italy. Rosa cerca l'aiuto di Garvin, il suo fidanzato che però viene catturato e tenuto prigioniero. Repetto, quando vede che Rosa sta arrivando, nasconde la bambina e la vecchia che le fa da guardiana, mentre Garvin si trova nella stanza accanto, legato e indifeso. Aggredita da Repetto, Rosa si difende colpendolo con un bottigliata. Poi libera Dorothy e Garvin, mentre la vecchia fugge, andando ad avvertire gli altri della banda. Rosa, però, è riuscita ad avvertire i genitori di Dorothy che manda la polizia. Così, quando gli italiani sfondano la porta e stanno per mettere le mani sui tre, la polizia e il padre di Dorothy li salvano.

## Produzione
Il film venne prodotto dalla Reliance Film Company

## Distribuzione
Distribuito dalla Motion Picture Distributors and Sales Company, il film - un cortometraggio di una bobina - uscì nelle sale cinematografiche degli Stati Uniti il 25 novembre 1911.